# Jæger (dokumentarfilm)
Jæger er en dansk portrætfilm fra 2001 instrueret af Aage Rais-Nordentoft efter eget manuskript.

## Handling
Kim er 12 år og bor i en landsby på Tåsinge. Han elsker naturen og bruger en stor del af sin fritid på at træne sin hund, der snart skal til prøve i at finde dyrespor. Kim står gerne tidligt op for at nyde en solopgang og se dyrene i skoven, eller tage med sin far på fisketur i havblik. Han er endnu for ung til at gå på jagt, men er ofte med som klapper. Kim drømmer om at blive skytte.

## Medvirkende
- Kim Hansen